# Niemeyera balansae
Niemeyera balansae là một loài thực vật có hoa trong họ Hồng xiêm. Loài này được (Baill.) Aubrév. mô tả khoa học đầu tiên năm 1967.